# Alan Tomidy
Alan Vincent Tomidy (New York, 17 gennaio 1974) è un ex cestista statunitense naturalizzato irlandese.

## Carriera

Tomidy alla Viola Reggio Calabria nel 2002

Centro puro, cresce a livello universitario presso il Marist College, rimanendovi dal 1992 al 1996. Durante questo periodo diventa l'unico giocatore della storia dell'ateneo a chiudere una stagione con una media in doppia doppia per punti e rimbalzi. Oltre a ciò, stabilisce anche i record per numero di rimbalzi totali e per stoppate nell'arco di una singola stagione. Oltre a ciò, nel 1995-96 contribuisce a qualificare Marist al suo primo storico National Invitation Tournament.
Nel 1996 ha la sua prima esperienza da professionista con la chiamata da parte dei greci dell'Aris Salonicco, con i quali debutta anche in Coppa Korać (saranno poi proprio i gialloneri a vincere il trofeo, con Tomidy che però era stato licenziato dal club a stagione in corso).
Il 3 gennaio 1997 gioca la sua prima partita nel campionato italiano, ingaggiato dalla Mens Sana Siena. Con la formazione toscana disputa 10 incontri di regular season e 2 di play-off, registrando complessivamente una media di 4,2 punti e 2,2 rimbalzi in 13,1 minuti di utilizzo.
Trascorre poi la stagione 1997-98 in Belgio, indossando i colori dell'Ostenda. Oltre che nel campionato belga, gioca anche nell'Eurocoppa 1997-98, competizione in cui insieme alla sua squadra arriva fino agli ottavi di finale persi contro la Stefanel Milano.
Nell'agosto del 1998 Tomidy si accorda con il Basket Rimini. In Riviera si mette in luce con cifre superiori rispetto alla precedente parentesi italiana: al suo primo anno in Romagna infatti scrive a referto 8,9 punti e 8,3 rimbalzi, contribuendo al raggiungimento dei quarti di finale scudetto e della conseguente qualificazione alla Coppa Korać. Nel 1999-2000 Tomidy incrementa ulteriormente le proprie medie con 14 punti e 8,8 rimbalzi all'attivo, aiutando la Pepsi (sponsor dell'epoca) a salvarsi e a qualificarsi nuovamente per la successiva Coppa Korać.
Le sue prestazioni in canotta riminese attirano le attenzioni della Benetton Treviso allenata da Piero Bucchi, il quale era stato già suo tecnico a Rimini nel 1998-99. Nel campionato 2000-01, al primo anno con i trevigiani, Tomidy registra 8,4 punti e 4,4 rimbalzi in 17,9 minuti di media. Nel corso della stessa stagione disputa anche l'Eurolega per la prima volta in carriera. Nell'annata seguente, su 14 presenze collezionate prima di essere ceduto, parte in quintetto titolare solo in tre partite, chiuso anche dalle prestazioni dell'altro centro puro Denis Marconato.
A fine gennaio 2002 viene rilevato dalla Viola Reggio Calabria per la rimanente parte di stagione e per l'intera stagione successiva. Qui torna a giocare titolare con stabilità, tanto che nelle 16 restanti partite del campionato 2001-02 viaggia con medie di 15,6 punti e 8,9 rimbalzi in 33,1 minuti di utilizzo medio a partita. Tomidy inizia a Reggio Calabria anche l'annata 2002-03 mettendo però a referto cifre inferiori, con 9,9 punti e 5,1 rimbalzi in 27,7 minuti di media. Complice anche la situazione economica del club, la dirigenza reggina lo mette sul mercato a stagione in corso, così nel febbraio del 2003 il giocatore approda al Roseto Basket, rimanendo in Serie A. La sua permanenza in Abruzzo dura poco meno di due mesi, poiché a inizio aprile viene tagliato.
Si ritira dal basket professionistico all'età di 29 anni per dedicarsi ad attività lavorative nel settore finanziario.

## Palmarès
- Supercoppa italiana: 1

Treviso: 2001